# 914
| 914                |
| ------------------ |
| Dødsfald - Fødsler |
|                    |

| Gregoriansk kalender | 914 CMXIV               |
| Ab urbe condita      | 1667                    |
| Armensk kalender     | 363 ԹՎ ՅԿԳ              |
| Kinesiske kalender   | 3610 – 3611 癸酉 – 甲戌 |
| Etiopisk kalender    | 906 – 907               |
| Jødisk kalender      | 4674 – 4675             |
| Hindukalendere       |                         |
| - Vikram Samvat      | 969 – 970               |
| - Shaka Samvat       | 836 – 837               |
| - Kali Yuga          | 4015 – 4016             |
| Iransk kalender      | 292 – 293               |
| Islamisk kalender    | 301 – 302               |

Se også 914 (tal)

## Dødsfald
- Pave Lando